# Macroplea appendiculata
Macroplea appendiculata — вид листоїдів з підродини Donaciinae. Поширений в Північній та Центральній Європі.

## Опис
Жук довжиною 5,5-8,5 мм. Перший сегмент задніх лапок набагато коротший другого. Передньоспинка майже квадратної форми. Шип на вершинах надкрил довгий, тонкий. Голова і щиток з червоно-жовтими волосками, передньоспинка та надкрила мають жовте забарвлення, крапки в борозенках і часто опуклі міжряддя на надкрилах чорні.

## Екологія
Жуки зустрічаються біля річок та озер, на рослинах родів рдесника (Potamogeton) та Myriophillum.